# Sudão nos Jogos Paralímpicos de Verão de 1980
Sudão participou dos Jogos Paralímpicos de Verão de 1980, que foram realizados na cidade de Arnhem, nos Países Baixos (Holanda), entre os dias 21 e 30 de junho de 1980.
Fechou a participação com 1 medalha, quando Mohamad Ahmed Isam obteve o ouro na prova masculina do arremesso de peso, da categoria B3.